# Robert Millar
 Denne artikel omhandler cykelrytteren Robert Millar. Opslagsordet har også en anden betydning, se Robert Millar (musiker).
Robert Millar (født 13. september 1958) er en skotsk forhenværende cykelrytter.
I 1980'erne var den "flyvende skotte" en af verdens bedste professionelle cykelryttere, og sammen med englænderen Tom Simpson, den mest succesrige brite i cykelsportens historie.  Bjergspecialisten Millar vandt i 1984 som den hidtil eneste brite den prikkede bjergtrøje i Tour de France.
Robert Millar er ikke i familie med cykelrytteren David Millar.
Millar er i dag kendt som Philippa York.